# San Nazario
San Nazario este o comună din provincia Vicenza, regiunea Veneto, Italia, cu o populație de 1.665 locuitori (1 ianuarie 2018) și o suprafață de 23,11 km².

## Demografie
San Nazario - evoluția demografică

|  | Graficele sunt indisponibile din cauza unor probleme tehnice. Mai multe informații se găsesc la Phabricator și la wiki-ul MediaWiki. |

Date: Recensăminte sau birourile de statistică - grafică realizată de Wikipedia